# Armonio

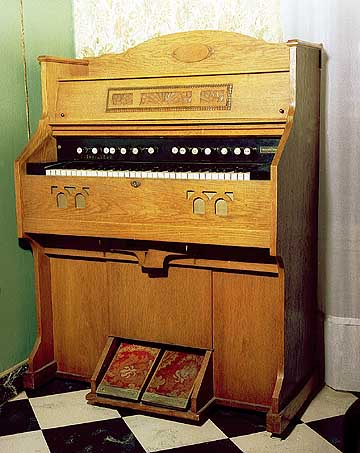
Armonio holandés de 1930.

El armonio o harmonium (también denominado harmonio o armonium) es un instrumento de viento con teclado, de iglesia o de salón, de la familia del órgano, pero sin tubos y de mucho menor tamaño. Es un instrumento musical que, en su versión pequeña de mano, por influencia occidental, se volvió típico de la música devocional empleada en Asia. En su forma europea, el armonio es de tamaño de un mueble y la circulación de aire se realiza mediante un mecanismo de fuelles accionado por pedales. 
Más portátiles que los órganos de tubos, los órganos de lengüeta libre se utilizaban mucho en iglesias pequeñas y en casas particulares en el siglo XIX, pero su volumen y gama tonal eran limitados. Generalmente tenían uno o a veces dos teclados  manuales, siendo raros los teclados de pedal. Los órganos de bomba más finos tenían una gama tonal más amplia, y los gabinetes de los destinados a iglesias y hogares acomodados eran a menudo excelentes piezas de mobiliario. Entre los años 1850 y 1920 se fabricaron varios millones de órganos de lengüeta libre y melodeones en Estados Unidos y Canadá, algunos de los cuales se exportaron. The Cable Company, Estey Organ, y Mason & Hamlin eran fabricantes populares.
Junto a los instrumentos de tamaño mueble del oeste, existen diseños más pequeños. El harmonium o samvadini portátil y bombeado a mano es un instrumento importante en el Subcontinente indio desarrollado por los indios para satisfacer las necesidades locales. Los artesanos crearon un armonio que podía llevar una sola persona, con microtonos añadidos.

## Historia
El armonio fue inventado a principios del siglo XIX por Gabriel Grenié, el francés que inventó el principio de la lámina metálica en occidente, las lengüetas libres. En este momento de su historia, se llamaba el «órgano espresivo». Se desarrolló en Alemania, justamente a principios del siglo XIX antes de que algunos constructores franceses desarrollaran la invención de Grenié a partir de los años 1840. Alexandre François Debain, uno de los constructores más famosos, inventó y protegió la palabra «Harmonium» (armonio) en 1842. Debain fue también inventor del antifonel y del armonicordio, un instrumento híbrido de piano y armonio. Varios otros constructores franceses desarrollaron el armonio, tales como Jacob Alexandre y su hijo Edouard. Otro nombre muy importante, Victor Mustel, inventor de la celesta, y sus hijos que construyeron armonios exuberantes de salón durante tres generaciones. El famoso «armonio-celesta», es un armonio con un registro de celesta encima del teclado, que es la particularidad de Mustel.
Después de ese triunfo industrial en Francia durante toda la segunda mitad del siglo XIX, el armonio se desarrolló en Alemania, Inglaterra y los Estados Unidos con un estilo de mueble más pesado en comparación a la sobriedad francesa. El modo de transmisión del aire también tuvo un cambio importante: el armonio francés expulsaba el aire a diferencia de los alemanes y americanos, que aspiraban el aire.
Tuvo una repentina evolución en su arquitectura cuando los ingleses lo llevaron a la India en donde tuvo un impacto sobre la población asiática. Rápidamente el armonio original sufrió ciertas modificaciones para transformarse en un organillo de piso, en donde el cantante indio podía sentarse, bombear, digitar y cantar al mismo tiempo. La escala tonal de las varias cascadas del pedal dentro de la estructura del armonio se cambió a la escala tonal de do sostenido mayor (C#M).
En el siglo XIX, en Calcuta, India, Dwarkanath Ghose modificó el instrumento para que fuera bombeado por una mano, mientras la otra toca solo la melodía, lo que le valió gran popularidad en toda la India y Pakistán.

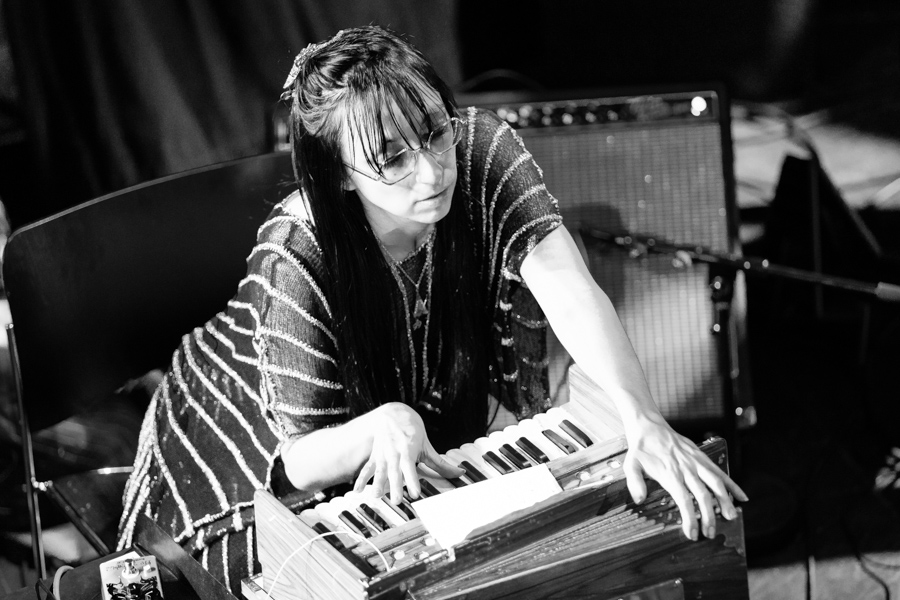
Armonio en su versión de órgano de bombeo manual, del tipo utilizado en el sur de Asia, aquí utilizado en un festival de jazz europeo, por la intérprete Lisa Alvarado.

En América Latina y en España se importaron tanto armonios estadounidenses, franceses como alemanes.

## Funcionamiento
Para conseguir un sonido uniforme el aire de los fuelles pasa a un fuelle intermedio denominado "secreto" o "reservado" que mantiene una presión constante. Sin embargo, el registro llamado "expresión" permite la entrada del aire directamente de los fuelles a las lengüetas, con lo que el intérprete puede conseguir sonidos más expresivos (forte, piano, staccato...)
Cuenta también con un sistema de registros accionados mediante tiradores, que permiten el paso de aire a unos u otros juegos de lengüetas. Con este sistema se consiguen producir sonidos diferentes en timbre, altura o matiz; además de poder dividir el teclado en dos secciones. Algunos armonios cuentan incluso con un registro que se acciona con las rodillas y permite el paso de aire por todas las lengüetas. De este modo se llegan a simular cómodamente dos y hasta tres teclados distintos.
Como en el caso de los órganos españoles antiguos, el teclado del armonio esta cortado por el medio en dos partes que permiten registrar de manera distinta la parte de la mano izquierda o derecha. Durante el siglo XIX, los constructores inventaron nuevos sistemas de accionamiento con las rodillas y los talones del intérprete para que este pueda hacer efectos musicales sin dejar de tocar el teclado. Al igual que con un órgano, el intérprete puede tocar tres octavas con una sola tecla gracias a la registración.
En la actualidad, la versión india ha recorrido todo el mundo, dentro de los géneros indostaníes religiosos del Gazal, pakistano-indios del Qawali, y norindios del Kirtan. Ha tenido un gran impacto también en el género musical denominado fusión.
En la India fue patentada la versión punjabi por el coronel inglés Sir Walter Smith en 1900.

## Acústica

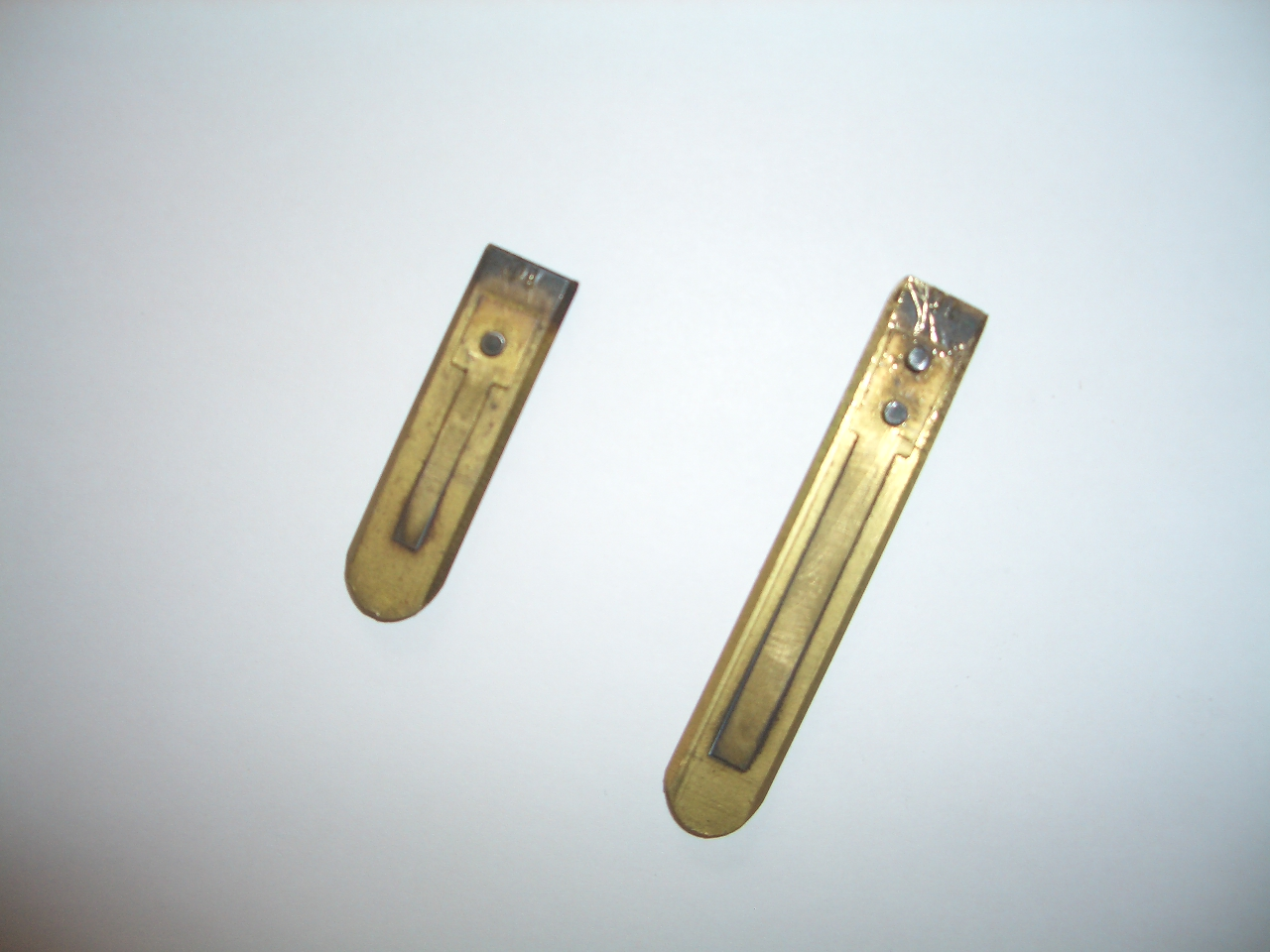
Dos lengüetas de un órgano de lengüetas Mason & Hamlin.

Los efectos acústicos descritos a continuación son el resultado del mecanismo de lengüeta libre. Por lo tanto, son esencialmente idénticos para los armonios occidentales e indios y el órgano de lengüetas.
En 1863, Hermann von Helmholtz publicó su obra fundacional Die Lehre von den Tonempfindungen als physiologische Grundlage für die Theorie der Musik (Sensaciones del tono, abreviadamente en español), para la que utilizó frecuentemente el armonio con el fin de probar diferentes sistemas de afinación:
"Entre los instrumentos musicales, el armonio, debido a su tono uniformemente sostenido, al carácter penetrante de su calidad de tono y a sus sonidos de combinación tolerablemente distinguibles, es particularmente sensible a las inexactitudes de la entonación. Y como sus vibradores también admiten una afinación delicada y duradera, me pareció peculiarmente adecuado para los experimentos sobre un sistema más perfecto de tonos". 
Utilizando dos teclados y dos conjuntos de registros afinados de forma diferente, pudo comparar simultáneamente la afinación pitagórica con la entonación justa y con el temperamento igual y observar los grados de inarmonicidad inherentes a los diferentes temperamentos. Dividió la octava en 28 tonos, para poder realizar modulaciones de 12 tonalidades menores y 17 mayores en justa entonación sin entrar en la dura disonancia que está presente con la división de la octava estándar en esta afinación. Esta disposición era difícil de tocar. Se utilizaron otros instrumentos modificados o novedosos con fines experimentales y educativos; en particular, el teclado generalizado de Bosanquet se construyó en 1873 para utilizarlo con una escala igualmente temperada de 53 tonos por octava. En la práctica, ese armonio se construyó con 84 teclas, para facilitar la digitación. Otro famoso órgano de lengüetas que fue evaluado fue construido por Poole.
Lord Rayleigh también utilizó el armonio para idear un método de medición indirecta de la frecuencia con precisión, utilizando intervalos de temperamento igual conocidos de forma aproximada y su batimiento. El armonio tenía la ventaja de proporcionar sobretonos claros que permitían el recuento fiable de los batimientos por parte de dos oyentes, uno por nota.  Sin embargo, Rayleigh reconocía que mantener una presión constante en el fuelle es difícil y, como consecuencia, se producen a menudo fluctuaciones en el tono.

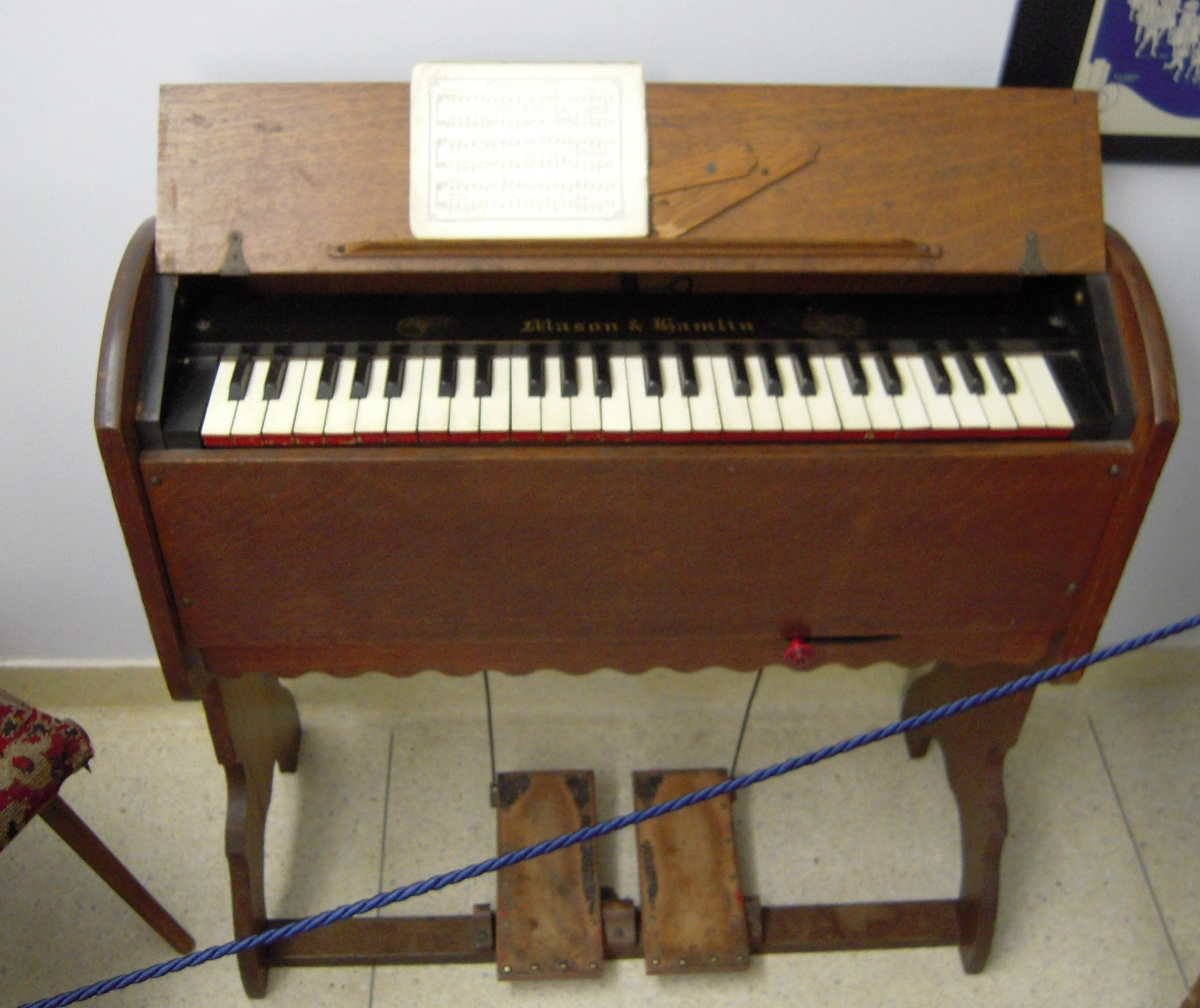
Órgano de lengüetas portátil del con una fila de lengüetas.

En la generación de sus tonos, un órgano de lengüetas es similar a un acordeón o a una concertina, pero no en su instalación, ya que un acordeón se sostiene con las dos manos mientras que un órgano de lengüetas suele colocarse en el suelo dentro de una carcasa de madera (lo que podría hacer que se confundiera con un piano a primera vista).  Los órganos de lengüeta funcionan con fuelles de presión o de succión. Los fuelles de presión permiten un rango más amplio para modificar el volumen, dependiendo de si el pedaleo de los fuelles es más rápido o más lento. En Norteamérica y el Reino Unido, un órgano de lengüetas con fuelles de presión se denomina armonio, mientras que en Europa continental, cualquier órgano de lengüetas se denomina armonio independientemente de si tiene fuelles de presión o de succión. Como los órganos de lengüeta con fuelles de presión eran más difíciles de producir y, por tanto, más caros, los órganos de lengüeta y los melodeones norteamericanos y británicos suelen utilizar fuelles de succión y funcionan al vacío.
Las frecuencias del órgano Reed dependen de la presión de soplado; la frecuencia fundamental disminuye con la presión media en comparación con la baja, pero aumenta de nuevo a altas presiones en varios hercios para las notas graves medidas. Las mediciones del órgano de la caña americano mostraron una oscilación sinusoidal con transiciones de presión bruscas cuando la caña se dobla por encima y por debajo de su marco. La propia fundamental es casi la frecuencia de resonancia mecánica de la caña. Los sobretonos del instrumento son armónicos de la fundamental, en lugar de inarmónicos, aunque también se informó de un débil sobretono inarmónico (6,27f). La frecuencia fundamental proviene de un modo transversal, mientras que también se midieron modos transversales más débiles y torsional. Cualquier modo de torsión se excita debido a una ligera asimetría en la construcción de la caña. Durante el ataque, se demostró que la caña produce con más fuerza la fundamental, junto con un segundo modo transversal o torsional, que son transitorios.
Los patrones de radiación y los efectos de acoplamiento entre la caja de resonancia y las lengüetas en el timbre parecen no haber sido estudiados hasta la fecha.
La inusual física de la vibración de la lengüeta tiene un efecto directo en la interpretación del armonio, ya que el control de su dinámica al tocar es restringido y sutil. La lengüeta libre del armonio está remachada desde un marco metálico y está sometida al flujo de aire, que se bombea desde el fuelle a través del depósito, empujando la lengüeta y llevándola a la oscilación autoexcitada y a la producción de sonido en la dirección del flujo de aire. Esta particular aerodinámica es no lineal en el sentido de que la máxima desplazamiento amplitud en la que puede vibrar la caña está limitada por las fluctuaciones de la fuerzas de amortiguación, de modo que la presión sonora resultante es más bien constante. Además, hay un umbral de presión de bombeo, por debajo del cual la vibración de la caña es mínima. Dentro de esos dos umbrales, hay un crecimiento exponencial y decae en el tiempo de las amplitudes de la caña.

## Marcas y constructores famosos
- Alexandre père et fils
- Beaucourt
- Bildé
- Christophe et Etienne
- Clergean
- Debain
- Domont-Lelièvre
- Estey Organ Company
- Fourneaux
- Hörugel
- Hinkel
- Martin de Provins
- Maugé
- Meinverk
- Mannborg
- Mustel
- Petiqueux-Hillard
- Rodolphe-Debain
- Rousseau
- Packard
- Schiedmayer
- Yamaha

## Composiciones para armonio

### Sólos y música de cámara
Numerosos compositores de los siglos XIX y XX escribieron para el armonio:
- Hector Berlioz: 3 piezas para órgano melódico (1844).
- Camille Saint-Saëns: 3 piezas para armonio op.1 (1852) y 6 dúos para armonio y piano op. 8 (1857).
- Georges Bizet: 3 esbozos musicales.
- Léon Boëllmann: Les Heures Mystiques, 100 piezas en 2 volúmenes.
- Cécile Chaminade: La nef sacrée.
- Antonín Dvořák: 5 Bagatelles opus 47 para armonio, 2 violines y un violonchelo.
- André Fleury: 24 piezas (1930-33).
- César Franck publicó su primera obra para armonio en 1865; versión original de Prélude, Fugue et Variation para dúo de pianos y armonio; en 1890 se comprometió a escribir cien piezas para armonio, pero sólo tuvo tiempo de escribir 63 antes de que la muerte se lo llevara.
- Alexandre Guilmant: numerosas piezas originales (noëls ; piezas de salón), transcripciones de obras para órgano, dúos, etc.
- Leoš Janáček: versión original de la primera parte del ciclo para piano Sobre un camino cubierto.
- Sigfrid Karg-Elert: transcripciones de óperas de Wagner; Portraits opus 101; Impressions, 12 piezas opus 112; 3 Sonatines opus 14; Intarsien op. 76.
- Jean Langlais: 24 piezas en 1933 y 12 piezas en 1962.
- Louis James Alfred Lefébure-Wély: varias piezas (especialmente el Boléro de concert) y colecciones.
- Gaston Litaize: 24 Préludes Liturgiques.
- Guy Ropartz: Au pied de l'Autel para órgano o armonio, en dos volúmenes (primer volumen en 1919[15] y segundo volumen en 1947).
- Louis Vierne: 24 Pièces en style libre para órgano o armonio (1913).

### Piezas orquestales
- Arthur Honegger: Le Roi David incluye un armonio en su orquestación.
- Gustav Mahler: en el segundo movimiento de la Octava Sinfonía.
- Gioachino Rossini: Petite messe solennelle escrita originalmente para dos pianos y armonio.
- Richard Strauss: cuyo curioso uso del armonio es muy acertado en su ópera Ariadne auf Naxos.
- Piotr Ilich Chaikovski: los compases finales de la Sinfonía Manfred (a menudo interpretados con el órgano o incluso omitidos).